# Bernhardt Brand-Hofmeister

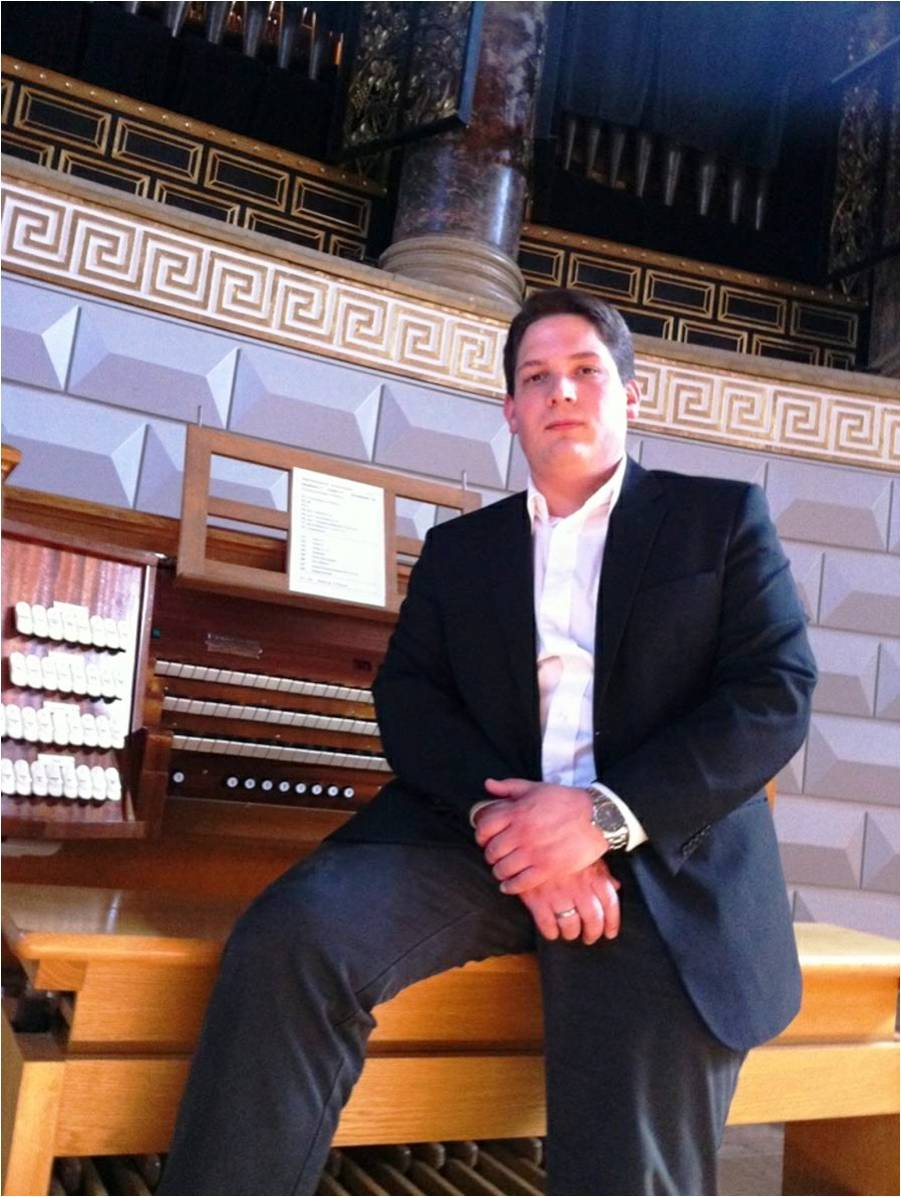
Bernhardt Brand-Hofmeister an der Wiesbadener Kurhausorgel 2012

Bernhardt Dominic Brand-Hofmeister (* 14. April 1983 in Darmstadt) ist ein deutscher Kirchenmusiker, Konzertorganist, Komponist und Orgelsachverständiger.

## Leben

### Ausbildung
Bernhardt Brand-Hofmeister lernte nach erstem Klavierunterricht bei Ernst Schuhmann Orgelspiel bei Dirk Bath, Jens-Michael Thies und Heike Ittmann. Sein Schwerpunkt liegt in der Improvisation. Gleichzeitig studierte er Elektrotechnik, Kunststofftechnik, Optotechnik und Bildverarbeitung. Nach einem Privatstudium zum Konzertorganisten absolvierte er später bei Michael Gerhard Kaufmann  an der Hochschule für Kirchenmusik Heidelberg seine Zertifizierung zum Orgelsachverständigen.

### Tätigkeiten
Brand-Hofmeister ist seit dem 1. August 2011 hauptamtlicher Organist an der großen Steinmeyer-Orgel der Ev. Johannes-Kirche in Darmstadt. Schon während seiner Ausbildung war er Organist in verschiedenen Kirchengemeinden. Auch als Orgelsachverständiger ist er europaweit unterwegs, so setzte er sich auch mit zwei CD-Produktionen für die Sanierung der weltgrößten historischen Orgeln von Heinrich Andreas Contius 1779 und Barnim Grüneberg 1885 in Liepaja (Lettland) ein. Es entstanden neben seiner Konzerttätigkeit auch mehrere Beiträge im Rundfunk und Fernsehen (z. B. ZDF, HR, HR1, HR2, HR4, NDR, SWR, TV-OK, OK Mainz, Quadrate TV, Radio Radar) sowie CD-Einspielungen. Als Stummfilmorganist vertont er regelmäßig Filme in Kooperation mit der Friedrich-Wilhelm-Murnau-Stiftung und aberle media. Des Weiteren entwirft er Intonations-, Midi-Konzepte und berät im Orgelbau. Er führt neben musikalischen Dienstleistungen und Veranstaltungen auch Schulungen und Produktionen durch.

## Kompositionen

### Orgelwerke (Auszug)
- Vertonung zweier Grimm-Märchen (2012): „Der Wolf und die sieben Geislein“; „Der Froschkönig oder der eiserne Heinrich“ – eine farbenreiche Lautmalerei. Rhythmicon-Musikverlag, Hrsg. Volker Landtag, CD Produktion Klangerlebnis-Orgel.de.[1][2]
- Cathedral Music I (2013). Rhythmicon-Musikverlag, Hrsg. Volker Landtag.[3][2]
- Intermezzo (2013). Rhythmicon-Musikverlag, Hrsg. Volker Landtag.[3]
- Jazzica (2013). Rhythmicon-Musikverlag, Hrsg. Volker Landtag.[3]
- Revolution (2014). Rhythmicon-Musikverlag, Hrsg. Volker Landtag.[3][2]
- Vesper (2015). Rhythmicon-Musikverlag, Hrsg. Volker Landtag.[3]
- Francisse (2015). Rhythmicon-Musikverlag, Hrsg. Volker Landtag.[3]
- Love Song (2016). Rhythmicon-Musikverlag, Hrsg. Volker Landtag.[3]
- B-A-C-H (2018) the great Variations. Rhythmicon-Musikverlag, Hrsg. Volker Landtag.[4][3]
- Cathedral Music II (2019) für ZDF-Fernsehgottesdienst 2019. Rhythmicon-Musikverlag, Hrsg. Volker Landtag.[5][3]
- Billows Of Smoke 2017 - © Brand-Hofmeister by D.O.O.R.-Projekt[6]

## Diskographie
- Märchen Orgel. 2012. CD. Orgel-Vertonung zweier Grimm-Märchen.[2][7]
- Muzika dievnamam. CD. 2015 - Musik für die Kirche - CD Produktion Klangerlebnis-Orgel.de in Kooperation Ev.-luth. Gemeinde der Heg. Dreifaltigkeit Liepaja, VKKF (staatsfound für Kulturkapital), Kulturverwaltung der Stadt Liepaja, Planungsregion Kurzeme.[8][2][7]
- Lautdate Dominum. 2015. CD Produktion Klangerlebnis-Orgel.de in Kooperation Ev.-luth. Gemeinde der Heg. Dreifaltigkeit Liepaja, VKKF (staatsfound für Kulturkapital), Kulturverwaltung der Stadt Liepaja, Planungsregion Kurzeme.[8][2][7]
- D.O.O.R. - Deep Organ On Rock 2021. CD. organophon, Classical Artists Records.[6][2][7][9]